# Donja Letina
Donja Letina is een plaats in de gemeente Sunja in de Kroatische provincie Sisak-Moslavina. De plaats telt 62 inwoners (2001).